# Lijst van gemeenten in İzmir
Onderstaande lijst bevat alle gemeenten (2000) in de Turkse provincie İzmir.
| District    | Gemeente      |
| ----------- | ------------- |
| Aliağa      | Aliağa        |
| Aliağa      | Helvacı       |
| Aliağa      | Yenişakran    |
| Balçova     | Balçova       |
| Bayındır    | Bayındır      |
| Bayındır    | Canlı         |
| Bayındır    | Çırpı         |
| Bayındır    | Zeytinova     |
| Bergama     | Ayaskent      |
| Bergama     | Bergama       |
| Bergama     | Bölcek        |
| Bergama     | Göçbeyli      |
| Bergama     | Yenikent      |
| Bergama     | Zeytindağ     |
| Beydağ      | Beydağ        |
| Bornova     | Bornova       |
| Buca        | Buca          |
| Buca        | Kaynaklar     |
| Çeşme       | Alaçatı       |
| Çeşme       | Çeşme         |
| Çiğli       | Çiğli         |
| Çiğli       | Sasallı       |
| Dikili      | Çandarlı      |
| Dikili      | Dikili        |
| Foça        | Bağarası      |
| Foça        | Foça          |
| Foça        | Gerenköy      |
| Foça        | Yenifoça      |
| Gaziemir    | Gaziemir      |
| Gaziemir    | Sarnıç        |
| Güzelbahçe  | Güzelbahçe    |
| Güzelbahçe  | Yelki         |
| İzmir       | İzmir         |
| Karaburun   | Karaburun     |
| Karaburun   | Mordoğan      |
| Karşıyaka   | Karşıyaka     |
| Kemalpaşa   | Armutlu       |
| Kemalpaşa   | Bağyurdu      |
| Kemalpaşa   | Kemalpaşa     |
| Kemalpaşa   | Ören          |
| Kemalpaşa   | Ulucak        |
| Kemalpaşa   | Yukarıkızılca |
| Kınık       | Kınık         |
| Kınık       | Poyracık      |
| Kınık       | Yayakent      |
| Kiraz       | Kiraz         |
| Konak       | Konak         |
| Menderes    | Değirmendere  |
| Menderes    | Görece        |
| Menderes    | Gümüldür      |
| Menderes    | Menderes      |
| Menderes    | Oğlananası    |
| Menderes    | Özdere        |
| Menderes    | Tekeli        |
| Menemen     | Asarlık       |
| Menemen     | Emiralem      |
| Menemen     | Harmandalı    |
| Menemen     | Koyundere     |
| Menemen     | Maltepe       |
| Menemen     | Menemen       |
| Menemen     | Seyrek        |
| Menemen     | Türkelli      |
| Menemen     | Ulukent       |
| Narlıdere   | Narlıdere     |
| Ödemiş      | Bademli       |
| Ödemiş      | Birgi         |
| Ödemiş      | Bozdağ        |
| Ödemiş      | Çaylı         |
| Ödemiş      | Gölcük        |
| Ödemiş      | Kayaköy       |
| Ödemiş      | Kaymakçı      |
| Ödemiş      | Konaklı       |
| Ödemiş      | Ovakent       |
| Ödemiş      | Ödemiş        |
| Seferihisar | Doğanbey      |
| Seferihisar | Seferihisar   |
| Seferihisar | Ürkmez        |
| Selçuk      | Belevi        |
| Selçuk      | Selçuk        |
| Tire        | Gökçen        |
| Tire        | Tire          |
| Torbalı     | Ayrancılar    |
| Torbalı     | Çaybaşı       |
| Torbalı     | Karakuyu      |
| Torbalı     | Pancar        |
| Torbalı     | Subaşı        |
| Torbalı     | Torbalı       |
| Torbalı     | Yazıbaşı      |
| Urla        | Urla          |